# Neutrino
Neutrino (talijanski, od neutr[on] + -ino, talijanska umanjenica; oznaka ν) je subatomska čestica, lepton bez električnoga naboja, vrlo malo mase, koji se giba brzinom bliskom brzini svjetlosti. Neutrino je kao laku električki neutralnu česticu spina ½ pretpostavio (postulirao) W. Pauli (1930.) kako bi objasnio očuvanje energije u nekim nuklearnim procesima, kao na primjer: 
{\displaystyle {}^{13}\mathrm {N} \rightarrow {}^{13}\mathrm {C} +\mathrm {e} ^{+}+\mathrm {\nu } }
Nakon što je J. Chadwick 1932. otkrio neutron, E. Fermi je 1934. ugradio Paulijevu postuliranu česticu u svoju teoriju slabe sile i nazvao ju neutrinom (malim neutronom). Kao svaka čestica koja zadovoljava Fermi-Diracovu statistiku, i neutrino ima antičesticu, takozvani antineutrino, koji se od neutrina razlikuje samo u svojstvima simetrije. Elektronski se neutrino emitira iz protona u pozitivnom beta-raspadu: 
{\displaystyle \mathrm {p} \rightarrow \mathrm {n} +\mathrm {e} ^{+}+\mathrm {\nu _{e}} }
dok se elektronski antineutrino emitira iz neutrona u negativnom beta-raspadu: 
{\displaystyle \mathrm {n} \rightarrow \mathrm {p} +\mathrm {e} ^{-}+\mathrm {\bar {\nu _{e}}} }
Mjerenjima između 1954. i 1956. uspjelo se opaziti neutrine putem takozvanog inverznoga β-procesa. U pokusu koji je izveo F. Reines opaženi su elektronski antineutrini, uhvatom kojih se, u skladu s Fermijevom teorijom, na jezgrama vodika stvaraju neutroni i pozitroni: 
{\displaystyle \mathrm {\bar {\nu _{e}}} +\mathrm {p} \rightarrow \mathrm {e} ^{+}+\mathrm {n} }
Pokusi s ubrzivačima čestica omogućena su otkrića mionskih (1962.) i tauonskih (sredinom sedamdesetih) neutrina, stvorenih u paru s mionima i tauonima. Da se radi o neutrinima druge generacije pokazali su pokusi, koje su izveli L. Lederman, M. Schwartz i J. Steinberger. Kozmičke su neutrine detektirali R. Davis i M. Koshiba. Uz kozmičke neutrine vezano je otkriće oscilacija okusa neutrina: pošto su prije ustanovljene zasebne neutrinske vrste (okusi νe, νμ, ντ kojima su zaokružene tri obitelji čestica standardnoga modela čestica), za elektronske neutrine emitirane sa Sunca ustanovljena je njihova pretvorba (transmutacija) u mionske, a za mionske neutrine stvorene u Zemljinoj atmosferi njihov prijelaz u tauonske neutrine. Pokuse s velikim vodenim detektorima neutrina smještenim duboko u rudnicima vodili su M. Koshiba u Japanu i A. B. McDonald, u Kanadi. Promjene okusa neutrina pokazuju da neutrini imaju masu.
Neutrino je elementarna čestica bez električnog naboja i gotovo isključivo vezana uz slabu nuklearnu silu koja je odgovorna za radioaktivni raspad kemijskih elemenata. Neutrinovo međudjelovanje s materijom je tako slabo da neutrino može kod stanovite energije proći bez apsorpcije kroz olovni zid debljine oko stotinu svjetlosnih godina. Stručno se kaže da neutrino ima vrlo mali udarni presjek s materijom. Neutrino je uz foton najbrojnija čestica u svemiru. U jednoj sekundi kroz naše tijelo prođe milijarde neutrina, a da mi to niti ne osjetimo. Čak naše tijelo koje ima dvadesetak miligrama radioaktivnog kalija emitira nekoliko stotina milijuna neutrina po danu!

## Vrste neutrina
Postoje tri vrste neutrina koje su pridružene trima vrstama nabijenih leptona. To su elektronski, mionski i tau neutrino. Tri vrste neutrina uz tri vrste nabijenih leptona odgovaraju trima generacijama elementarnih fermiona u standardnom modelu.

## Povijest
W. Pauli je došao do zaključka da bi trebalo pretpostaviti postojanje jedne nove neutralne čestice, koja bi zajedno zračila s elektronom pri beta-(minus) raspadu, čija je masa manja od mase elektrona u stanju mirovanja. Ovu česticu je Pauli nazvao neutrino, što na talijanskom jeziku znači nešto što je malo i neutralno. Prema ovoj pretpostavci izlazi da je nastala energija pri beta-raspadu raspodjeljena na elektron i neutrino, tako da bi bio zadovoljen zakon o očuvanju energije. Pretpostavka je bila i da neutrino odnosi i spin od 1/2, tako da i ukupna vrijednost momenta količine gibanja bi bila jednaka 0 ili, čime bi bio zadovoljen i zakon o očuvanju momenta količine gibanja.
Na osnovu pretpostavki W. Paulija, E. Fermi je razradio teoriju beta-raspada. Po njoj atomska jezgra ne sadrži slobodne elektrone i pozitrone, već samo protone i neutrone (nukleoni). Elektroni i pozitroni koje emitira atomska jezgra, nastaju jedino kod beta-raspada, zbog pretvorbe neutrona u protone i protona u neutrone, slično kao što u atomu nema fotona, nego oni nastaju samo prilikom prelaska atoma iz jednog energetskog stanja u drugo. Mogućnost nastanka beta-čestica je uslovljeno stabilnošću atomske jezgre. Energija koja nastaje prilikom beta-raspada raspoređuje se na beta-čestice i elektrone, odnosno pozitrone. Po toj teoriji postoje dvije vrste neutrina: neutrino i antineutrino.
Neutrino je otkriven tek 1956., a otkrio ga je američki fizičar Clyde Cowan, prilikom proučavanja nuklearnih reakcija u nuklearnom reaktoru. Japanski fizičar H. Jukava sa suradnicima je predvidio 1936., da atomi bogati protonima u atomskom jezgru, mogu uhvatiti elektron iz prve K-ljuske elektronskog omotača, čime bi se proton promijenio u neutron, uz istovremeno zračenje neutrina, što se naziva elektronski uhvat.

## Masa
Poznata je samo gornja granica mase mirovanja pojedinih vrsta neutrina, ali se zna da je ona različita od nule zbog neutrinskih oscilacija. Zbog izuzetno male mase, neutrini se najčešće gibaju relativističkim brzinama.

## Nastanak neutrina
Prirodni izvori neutrina su:
- primordijalni neutrini stvoreni još u kozmološkom velikom prasku. Ti neutrini još uvijek ispunjavaju svemir u obliku pozadinskog zračenja;
- neutrini stvoreni u nuklearnoj fuziji na Suncu i u eksplozijama supernova u raznim galaksijama;
- neutrini stvoreni u našoj atmosferi kod sudara kozmičkih zraka s molekulama u atmosferi;
- neutrini emitirani kod raspada jedne radioaktivne atomske jezgre.

Umjetni izvori su:
• kod ubrzivača čestica gdje snažni visokoenergetski snopovi protona u sudaru s atomskim jezgrama u materiji stvaraju veliki broj slobodnih čestica od kojih se mnoge raspadaju u razne vrste neutrina. Time se stvaraju vrlo snažni snopovi neutrina. Ti neutrini, zajedno s ostalih 9 elementarnih čestica (kvarkovi i mioni) stvaraju strukturu materije u takozvanom standardnom modelu elementarnih čestica;
- neutrini stvoreni kod nuklearne fisije (uranijev raspad u kripton, barij i nekoliko neutrona) u nuklearnim reaktorima.

## Neki teorijski problemi u neutrinske fizike
Standardni model mikrosvijeta je osnovan na kvantnoj teoriji. Ona je smanjila zakone prirode na 4 osnovne sile: gravitacija, elektromagnetizam, slabe sile i jake sile. Neutrino djeluje samo gravitacijskim i slabim silama. Pokusima je pokazano da postoje 3 različita neutrina: elektron neutrino, mion neutrino i tau neutrino (νe, νμ i ντ). Imena su dana prema međudjelovanjima (interakcijama) u kojima su neutrini povezana s ostalim leptonima: elektronom, mionom i tauonom.
Leptoni su elementarne čestice koje nemaju jako međudjelovanje s materijom, kao što imaju kvarkovi koji su sastojni dijelovi na primjer protona i neutrona (takozvanih bariona). U okviru tih sila je moguće sve proizvesti što nije zabranjeno nekom simetrijom, koja je izražena u očuvanju nekih fizikalnih veličina, kao na primjer energije. Iz načela simetrije u modelu velikog praska je trebala nastati jednaka količina materije kao i antimaterije. Po tom načelu slijedi da bi došlo do nestanka materije u takozvanoj anihilaciji materije i antimaterije, i bilo bi nerazumljivo zašto postoji današnji svijet materije i mi s njom. Neutrino bi mogao pomoći u rješenju te asimetrije između materije i antimaterije u samom početku našeg svemira. Danas još uvijek nije jasno pokazano jesu li neutrino i antineutrino različiti, kao što su proton i antiproton ili su jednaki kao što je foton i antifoton.
Kvantna fizika preko takozvane superpozicije predviđa da se razni neutrini mogu spontano pretvarati iz jedne vrste u drugu. Tako bi se mogao elektron neutrino poslije stvaranja u jednoj točki prostora u drugoj točki spontano pretvoriti u mion neutrino i u daljnjem gibanju ponovno u elektron neutrino. Taj proces je posljedica kvantne vjerojatnosti: na primjer od početnog νe stanja nakon stanovitog propagiranja kroz prostor dobijemo novo stanje, mješavinu νe + νμ + ντ, čime dolazi do oscilacija između raznih neutrina. Pokusima je oscilacija utvrđena, a strogo matematičko razjašnjenje tog za nas vrlo neintuitivnog fenomena je vrlo složeno. U slučaju oscilacija po kvantnoj teoriji neutrini bi morali imati masu i ne bi se mogli gibati brzinom svjetlosti u vakuumu. Zato je dosadašnja hipoteza, da je neutrino bez mase kao foton, odbačena. Apsolutna masa svakog neutrina je nepoznata, samo su razlike masa poznate, pokazatelji su da je masa vrlo mala. Daljnja istraživanja oscilacija su također važna za bolje razumijevanje kvantne fizike.
Danas znamo da se naš svemir sastoji od oko 5 % vidljive materije, a ostalo je takozvana tamna materija i tamna energija – tamne, jer ne daju svjetlosni signal kao na primjer barioni. Tek se naslućuje da se barem jedan dio tamne materije sastoji od neutrina, što pokazuje koliko malo poznajemo naš svemir. Iz navedenog se vidi koliko je osnovnih problema vezano uz neutrino i kolika je važnost pokusnih istraživanja neutrina za fiziku. 

## Misteriozni neutrino
Postoje neke reakcije koje narušavaju pravilo o očuvanju leptonskog broja. Jedna od tih reakcija je i reakcija koja je ranije spomenuta:
{\displaystyle \mu ^{-}\to e^{-}+\nu _{\mu }+\nu _{?}}
Ako sad raspišemo odgovarajuće leptonske brojeve za gornju reakciju uočit ćemo da je leptonski broj misterioznog neutrina nepoznat, budući da nismo odredili o kojoj je čestici točno riječ:
{\displaystyle \,\,\,\,\,\,\,\,\,\,\,\,\,\,\,\,\mu ^{-}\to e^{-}+\nu _{\mu }+\nu _{?}}
{\displaystyle L_{\mu }\to 1\,=\,\,\,0\,\,\,\,+\,\,\,\,1\,\,+\,\,?}
{\displaystyle L_{e}\to 0\,=\,\,\,1\,\,\,\,+\,\,\,\,0\,\,+\,\,?}
Jedna stvar je sigurna. Misteriozna čestica mora imati mionski broj jednak nuli, jer da to nije slučaj ukupan mionski broj ne bi bio očuvan. No, što je s elektronskim brojem misteriozne čestice? Uočavamo da ukupan elektronski broj mora biti nula, ali onda raspadanjem dobijemo česticu s elektronskim brojem 1. Ukupan iznos na desnoj strani jednakosti će biti nula samo ako misteriozni neutrino ima elektronski broj – 1. Dakle, kada bi to bio slučaj, ukupan elektronski broj bio bi očuvan. Međutim, ovakvo zaključivanje ne čini se fizikalno ispravnim. No, da ne bi išli previše u detalje, morat ćemo se zadovoljit s matematičkim načinom zaključivanja. U tom slučaju, kako je elektronski broj misterioznog neutrina – 1, riječ mora biti o antičestici i to o elektronskom antineutrinu. Sada smo u mogućnosti napisati cijelu jednadžbu raspadanja miona, pri čemu crta iznad oznake elektronskog neutrina naglašava da se radi o antičestici, u ovom slučaju o elektronskom antineutrinu:
{\displaystyle \mu ^{-}\to e^{-}+\nu _{\mu }+{\bar {\nu }}_{e}} 

## Poveznice
- Leptonski broj
- Neutrino astronomija
- Problem Sunčevih neutrina